# Janusz Gałek
Janusz Gałek, właśc. Jan Krzysztof Gałek (ur. 8 czerwca 1942, zm. 6 maja 1997) – polski trener piłkarski.

## Życiorys
Urodził się 8 czerwca 1942 jako Jan Krzysztof Gałek. Pochodził z Lublina, gdzie zamieszkiwał na stałe. W młodości uprawiał tenis stołowy i reprezentował klub Powiślanka Lipsko w III lidze. Ukończył studia na Uniwersytecie Marii Curie-Skłodowskiej w Lublinie oraz na Akademii Wychowania Fizycznego w Warszawie. Był kuzynem piłkarza Lechii Gdańsk, Jerzego Panka.
Został trenerem piłkarskim. Początkowo od 1962 prowadził Powiślankę Lipsko w III lidze. Później prowadził Star Starachowice. W sezonie III ligi edycji 1978/1979 prowadził Broń Radom, także uzyskując awans do II ligi. Na początku lat 80. trenował Gwardię Szczytno. W sezonie III ligi edycji 1984/1985 ponownie uzyskał awans do II ligi z Bronią Radom. W następnym sezonie III ligi edycji 1985/1986 trenowana przez niego Avia Świdnik również wywalczyła awans do II ligi, zaś w sezonie II ligi 1986/1987 pod jego wodzą po rozegranych barażach utrzymała się na tym szczeblu rozgrywek. Później przez kilka sezonów prowadził Siarkę Tarnobrzeg, pozostając najdłużej piastującym stanowisko trenerem w klubach polskich na najwyższych szczeblach. Pod jego kierunkiem w sezonie 1988/1989 drużyna Siarki wygrała III ligę Grupę VII, a następnie baraże i awansowała do II ligi. W sezonie II ligi 1989/1990 zajęła 12. miejsce, zaś w rundzie wiosennej tego sezonu Gałek prowadził Motor Lublin w edycji I ligi 1989/1990, zapewniając klubowi utrzymanie. Powróciwszy do trenowania Siarki zajął z drużyną 8. miejsce w II lidze w sezonie 1990/1991, a w kolejnym sezonie 1991/1992 poprowadził zespół do triumfu w Grupie II i awansu do I ligi, będącym pierwszym w historii klubu wstępem do najwyższej klasy rozgrywkowej w Polsce. W ekstraklasie kierowana przez niego Siarka zajęła 11. miejsce w edycji 1992/1993 i 17. miejsce w edycji 1993/1994, co spowodowało degradację drużyny do II ligi. Odkrył talenty piłkarzy Andrzeja Kobylańskiego i Cezarego Kucharskiego, sprowadzonych do Siarki, a później powołanych do reprezentacji Polski. Łącznie pracował jako trener Siarki przez osiem sezonów. Po odejściu z Tarnobrzega trenował ponownie Motor Lublin w II lidze pod koniec sezonu 1993/1994 (trzy ostatnie kolejki) i na początku sezonu 1994/1995 (pierwsze trzy kolejki). Prowadził także inny lubelski zespół, KS Lublinianka. jesienią 1996 roku objął funkcję trenera II-ligowej Stali Stalowa Wola. Plasując się w dolnej części tabeli sezonu 1996/1997 został wydźwignięty i na wiosnę włączył się do walki o mistrzostwo i awans do ekstraklasy. Janusz Gałek po raz ostatni prowadził Stal w 25. kolejce ligowej rozegranej 3–4 maja 1997, w której jego podopieczni pokonali u siebie Pomezanię Malbork i zajmowali trzecie miejsce w tabeli II ligi Grupy II, tracąc 5 punktów do drugiego miejsca premiowanego awansem. Zmarł nagle w nocy z 6 na 7 maja 1997 w szpitalu w Lublinie w wieku 55 lat. W kolejce ligowej 7 maja 1997 minutą ciszy uczczono pamięć trenera zarówno na meczu Siarki w Tarnobrzegu, jak i w Stalowej Woli, gdzie Stal pokonała Ceramikę Opoczno 3:1. Janusz Gałek został pochowany na Cmentarzu Komunalnym w Lublinie-Majdanku (kwatera S5Z14/2/3).

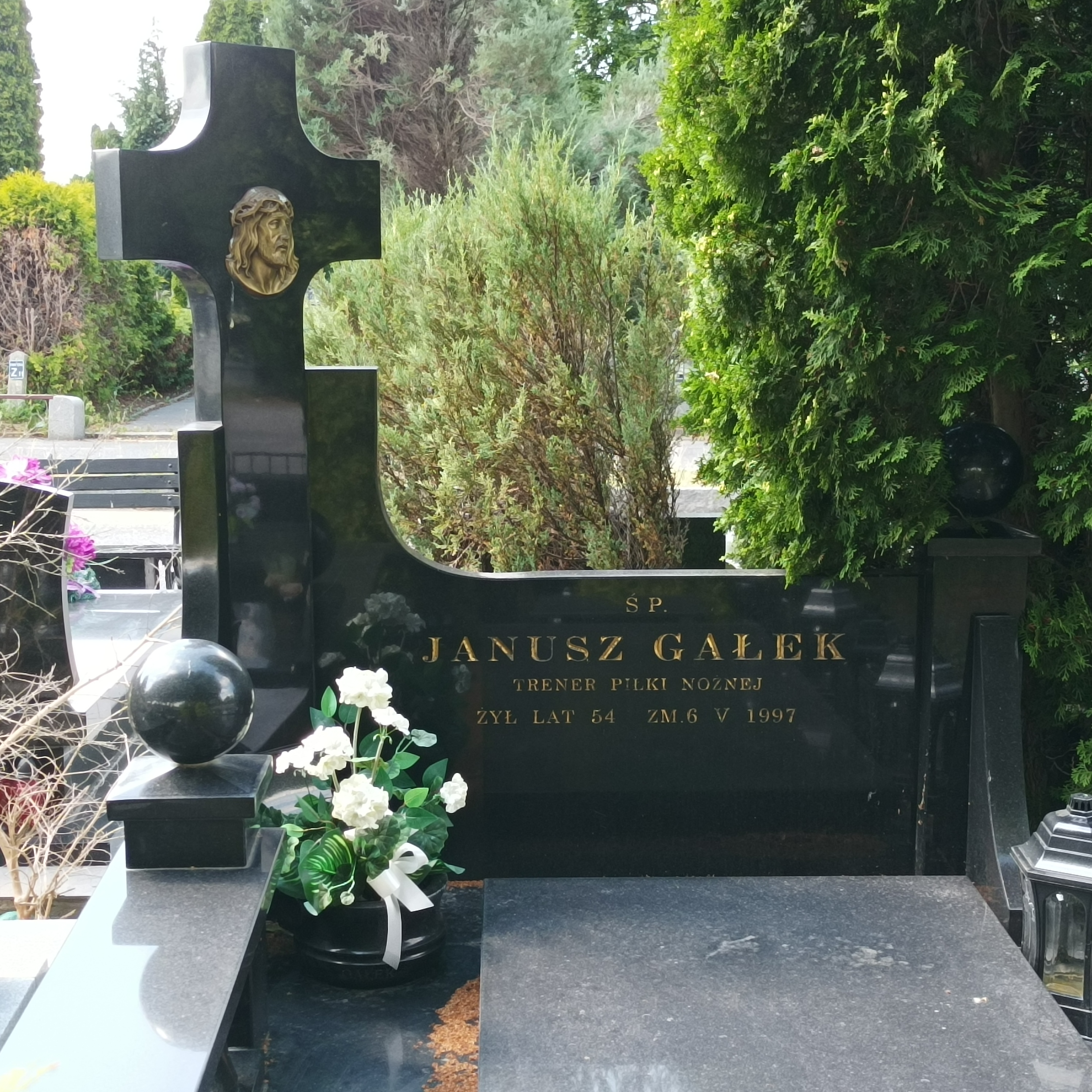
Grób Janusza Gałka na cmentarzu komunalnym na Majdanku

W 1998 podjęto rozgrywanie Memoriału im. Janusza Gałka; pierwsza edycja w 1998 w Tarnobrzegu, druga w 1999 w Stalowej Woli. Uchwałą Rady Miasta Tarnobrzeg z 26 kwietnia 2012 została ustanowiona ulica Janusza Gałka w tym mieście w sąsiedztwie Miejskiego Ośrodka Sportu i Rekreacji im. Alfreda Freyera.